# Урбани дизајн
Урбани дизајн је процес дизајнирања и обликовања физичких карактеристика градова, насеља и села и планирања пружања комуналних услуга становницима и посетиоцима. Иако се бави питањима већих размера од архитектуре, то се не може схватити као потпуно издвојено поље истраживања и дизајна, јер квалитет једног зависи од квалитета другог. У ствари, управо је та међузависност названа од стране архитекте Енрика Масип-Боша ''релацијски дизајн”, оно што урбани дизајн и архитектуру чини нераскидиво повезаним у многим универзитетским образовним програмима, посебно у Европи. Ова тенденција ка реинтеграцији у архитектонским студијама добија замах и у САД.
Урбани дизајн се бави већим обимом група зграда, инфраструктуре, улица и јавних простора, целих насеља и округа, и целих градова, са циљем да урбана окружења буду праведна, лепа, перформативна и одржива.
Урбани дизајн је интердисциплинарно поље које користи процедуре и елементе архитектуре и других сродних занимања, укључујући пејзажни дизајн, урбанистичко планирање, грађевинарство и комунално инжењерство. Посуђује материјална и процедурална знања из јавне управе, социологије, права, урбане географије, урбане економије и других сродних дисциплина из друштвених и бихејвиоралних наука, као и из природних наука. У новије време појавила су се различита под-поља урбаног дизајна као што су стратешки урбани дизајн, пејзажни урбанизам, урбани дизајн осетљив на воду и одрживи урбанизам. Урбани дизајн захтева разумевање широког спектра предмета од физичке географије до друштвених наука и уважавање дисциплина, као што су развој некретнина, урбана економија, политичка економија и друштвена теорија.
Урбани дизајнери раде на стварању инклузивних градова који штите заједницу, осигуравају једнак приступ и дистрибуцију јавних добара и удовољавају потребама свих становника, посебно жена, људи разних раса и других маргинализованих популација. Кроз интервенције дизајна урбани дизајнери раде на револуцији начина на који концептуализирамо наше друштвене, политичке и просторне системе као стратегије за стварање и репродукцију праведније и иновативније будућности. 
Теорија урбаног дизајна бави се превасходно дизајном и управљањем јавним простором (тј. "јавним окружењем", "јавним областима" или "јавним доменом"), као и начином на који се јавна места користе и доживљавају. Јавни простор обухвата укупан простор који свакодневно слободно користи широка јавност, попут улица, паркова и јавне инфраструктуре. Неки аспекти простора у приватном власништву, као што су фасаде зграда или домаћи вртови, такође доприносе јавном простору, па их стога разматра и теорија урбаног дизајна. Важни аутори теорије урбаног дизајна су Кристофер Алекандер, Петер Калторп, Гордон Кален, Андрес Дуани, Џејн Јакобс, Мичел Јоаким, Јан Гел, Алан Б. Јакобс, Кевин Линч, Алдо Роси, Колин Роув, Роберт Вентури, Вилијам Х. Вајт, Камило Сите, Бил Хилиер и Елизабет Платер-Зиберк.

## Историја
Иако савремена професионална употреба израза урбани дизајн датира из средине 20. века, урбани дизајн као такав практиковао се кроз историју. Антички примери пажљиво испланираних и дизајнираних градова постоје у Азији, Африци, Европи и Америци, а посебно су познати у класичним кинеским, римским и грчким културама (види Хиподамос из Милета).Средњовековни европски градови често, а често и погрешно, сматрају се примерима недизајнираног или 'органског' развоја града. Постоји много примера разматраног урбаног дизајна у средњем веку (види, нпр. Давид Фридман, Фирентински нови градови: Урбани дизајн у касном средњем веку, МИТ 1988). У Енглеској су многи градови наведени у документу Burghal Hidage из 9. века дизајнирани као решетка, а примери су Саутхемптон, Верхам, Дорсет и Валингфорд у Оксфордширу, који су брзо створени да пруже одбрамбену мрежу против данских освајача. Западна Европа из 12. века довела је до поновног фокусирања на урбанизацију као средство за подстицање економског раста и остваривање прихода. Правоугаоне решетке коришћене су у Бастидама Гасконије 13. и 14. века, и новим градовима Енглеске створеним у истом периоду.
Кроз историју, дизајн улица и намерна конфигурација јавних простора са зградама одражавали су савремене друштвене норме или филозофска и религијска веровања (види, нпр. Ервин Панофски, Готска архитектура и сколастика, Меридиан књиге, 1957). Веза између дизајнираног урбаног простора и људског ума је изгледа двосмерна.  Заиста, обрнути утицај урбане структуре на људско понашање и на мисао доказују и обсервативна студија и историјски запис. Постоје јасне индикације утицаја ренесансног урбаног дизајна на мисли Јохана Кеплера и Галилеа Галилеја (види нпр. Абрахам Акерман, "Урбано планирање у оснивању картезијанске мисли," Филозофија и географија 4 (1), 1973). Већ је Рене Декарт у својој Дискусији о методи потврдио утицај који су ренесансни планирани нови градови имали на његову мисао, а постоји много доказа да је ренесансни улични пејзаж такође био перцептивни подстицај који је довео до развоја координатне геометрије (види, нпр. Клаудија Лакур Бродски, Линија мисли: дискурс, архитектура и порекло модерне филозофије, Duke1996).
Почеци модерног урбаног дизајна у Европи повезани су са ренесансом, али нарочито са добом просветитељства. Шпански колонијални градови су често планирани, као и неки градови других империјалних култура. У доба барока, дизајнерски приступи развијени у француским формалним баштама, као што је Версај, проширени су на урбани развој и преуређење. У овом периоду, када нису постојале модерне професионалне специјализације, урбани дизајн су радили људи са вештинама у разним областима као што су скулптура, архитектура, баштенско уређење, геодезија, астрономија и војни инжењеринг. У 18. и 19. веку урбани дизајн је можда највише био повезан са геодетима и архитектима. Повећање градског становништва донело је са собом проблеме епидемије, на шта је одговор био фокусирање на јавно здравље, пораст комуналног инжењерства у Великој Британији и укључивање у британско законодавство одредби као што су минималне ширине улице у односу на висине зграда како би се осигурало адекватно осветљење и вентилација.
Фредерик Лоу Олмстед се бавио урбаним дизајном у великој мери, а новоформирана професија пејзажне архитектуре такође је почела да игра значајну улогу крајем 19. века.

### Модеран урбани дизајн
У 19. веку градови су се индустријализовали и ширили огромном брзином. Приватни бизнис увелико је диктирао темпо и стил овог развоја. Експанзија је створила многе потешкоће за сиромашне раднике, а повећала се забринутост за јавно здравље. Међутим, стил владавине лесе фер, који је био у моди већи део викторијанске ере, почео је да уступа место новом либерализму. То је јавности дало више снаге. Јавност је желела да влада, посебно фабричким радницима, обезбеди здравије окружење. Око 1900. године модеран урбани дизајн појавио се из развијања теорија о ублажавању последица индустријског доба.
Први модерни теоретичар урбанизма био је сер Ебенизер Хауард. Његове идеје, иако утопијске, усвојене су широм света, јер су биле веома практичне. Иницирао је покрет вртног града 1898. Његови вртни градови били су предвиђени за планирање као самосталне заједнице окружене парковима. Инспирисан утопијским романом Гледајући уназад и делом Хенрија Џорџа Напредак и сиромаштво, Хауард је 1898. године објавио своју књигу Вртни градови сутрашњице. Његов рад је важна референца у историји урбаног планирања. Замишљао је само-довољни баштенски град у коме живи 32.000 људи на површини од 2 428 ха. Планирао је концентрични узорак са отвореним просторима, јавним парковима и шест радијалних булевара, ширине 37 м, који се протежу од центра. Замишљао је скуп неколико баштенских градова као сателите централног града од 50.000 људи, повезаних путевима и железницом. Његов модел баштенског града први је пут створен у Летчворту и Велвин Гарден Ситију у Хартфордширу. Сер Фредерик Озборн је Хауардов покрет проширио на регионално планирање.
Почетком 1900-их, урбано планирање постало је професионализовано. Уз помоћ утопијских визионара, грађевинских инжењера и локалних одборника, нови приступи дизајнирању градова развијени су и разматрани од стране доносиоца одлука, као што су изабрани званичници. 1899. основано је Удружење за урбанизам. 1909. године први академски курс о урбанистичком планирању понудио је Универзитет у Ливерпулу. Урбано планирање прво је званично уграђено у Закон о стамбеном и урбанистичком уређењу из 1909. године. Хауардов „баштенски град“ приморао је локалне власти да уведу систем где је сва стамбена изградња била у складу са специфичним грађевинским стандардима. У Великој Британији, следећи овај закон, геодете, грађевински инжењери, архитекти и адвокати почели су да раде заједно са локалним властима. 1910. Томас Адамс постао је први урбанистички инспектор у Одбору локалне самоуправе. 1914. године основан је Урбанистички завод. Први курс урбаног планирања у Америци основан је тек 1924. на Универзитету Харвард.
У 20. веку, урбано планирање заувек је променила аутомобилска индустрија. Дизајн оријентисан ка аутомобилима утицао је на пораст „урбаног дизајна“. Распоред градова сада се морао кретати око коловоза и модела саобраћаја.
Јуна 1928. године, у Швајцарској је основан Међународни конгрес модерне архитектуре (CIAM), од стране групе од 28 европских архитеката у организацији Ле Корбизјеа, Хелен де Мандрот и Сигфрида Гидиона.
Тим X био је група архитеката и других позваних учесника који су се окупили почевши у јулу 1953. на 9. Конгресу CIAM-а и створили раскол унутар CIAM-а оспоравајући његов доктринарани приступ урбанизму.
Године 1956, термин „Урбани дизајн“ први пут је коришћен на низу конференција које је организовао Харвард Универзитет.

#### Актуелни трендови
Данас, урбани дизајн тежи стварању одрживог урбаног окружења са дуготрајним структурама, зградама и укупном погодношћу. Урбанизам са погодношћу за шетање је још један приступ пракси који је дефинисан у Повељи новог урбанизма. Његов циљ је смањити утицај на животну средину како би се створили паметни градови који подржавају одржив транспорт. Компактне градске четврти подстичу становнике да мање возе. Тако имају знатно нижи утицај на животну средину у поређењу са разгранатим предграђима. Како би се спречило ширење града, у Европи је уведено управљање коришћењем кружног тока тла за промоцију одрживих образаца коришћења земљишта.
Као резултат недавног покрета Нове класичне архитектуре, одржива градња има за циљ да развије паметни раст, проходност за шетање, архитектонску традицију и класични дизајн. Он је у контрасту са модернистичком и глобално уједначеном архитектуром. Осамдесетих година урбани дизајн је почео да се противи све већим самотним стамбеним објектима и приградском ширењу.

## Нови приступи
Много је различитих теорија и приступа примењених у пракси урбаног дизајна.
Нови урбанизам је приступ који је започео 1980-их као иницијатива за борбу против приградског ширења. Циљ му је повећати густину стварањем компактних и комплетних градова и квартова. Десет принципа новог урбанизма су: проходност за шетање, повезаност, мешовита употреба и разноликост, мешовито становање, квалитетна архитектура и урбани дизајн, традиционална структура суседа, повећана густина, паметан транспорт, одрживост и квалитет живота.
Пејзажни урбанизам је теорија која се први пут појавила 1990-их, тврдећи да је град изграђен од међусобно повезаних и еколошки богатих хоризонталних услова поља, а не од распореда објеката и зграда.
Свакодневни урбанизам је концепт који је увела Маргарет Крафорд и под утицајем Анрија Лефевра који описује свакодневно искуство живота урбаних становника, укључујући: путовање на посао, рад, опуштање, кретање градским улицама и тротоарима, куповину, куповину и једење хране, извршавање налога. Свакодневни урбанизам не води рачуна о естетској вредности.
Тактички урбанизам је градски, организациони или грађански приступ изградњи насеља који користи краткорочне, јефтине и скалабилне интервенције и политике за катализовање дугорочних промена.
Top-up урбанизам је теорија и примена две технике урбаног дизајна: одозго-надоле и одоздо-нагоре. Урбанизам одозго-надоле је када се дизајн реализује од врха хијерархије - обично од владе или одељења за планирање. Урбанизам одоздо-нагоре започиње са људима или са дна хијерархије. Top-up значи да се обе методе користе заједно да би се направио што више партиципативан дизајн, тако да је сигурно да је свеобухватан и добро размотрен како би био што успешнији.
Инфраструктурни урбанизам је студија о томе како се велике инвестиције које иду у стварање инфраструктурних система могу искористити како би биле одрживије за заједнице. Уместо да се системи односе само на ефикасност и трошкова и производње, инфраструктурни урбанизам тежи да та улагања искористе и за социјална и еколошка питања.
Одрживи урбанизам је студија из 1990-их о томе како заједница може бити корисна за екосистеме, људе и економију за које је повезана. Заснован је на троуглу планирања Скота Кембела који покушава пронаћи равнотежу између економије, праведности и животне средине.
Феминистички урбанизам је проучавање и критика како изграђена средина утиче на полове различито због патријархалних друштвених и политичких структура у друштву. Типично, људи за столом који доносе одлуке о дизајну су мушкарци, па се њихова представа о јавном простору и изграђеном окружењу односи на њихове животне перспективе и искуства, која не одражавају иста искуства као код жена или деце. Долорес Хајден је научница која је истраживала ову тему од 1980. и каже: "Када жене, мушкарци и деца свих класа и раса могу препознати јавно добро као место на коме се осећају најудобније као грађани, Американци ће коначно имати урбани простор попут куће."
Образовни урбанизам је дисциплина у настајању, на раскрсници урбаног планирања, образовног планирања и педагогије. Приступ који се бави идејом да се економске активности, потребе за новим вештинама на радном месту и просторна конфигурација радног места ослањају на просторно преусмеравање у дизајну образовних простора и урбаној димензији образовног планирања.
Црни урбанизам је приступ у којем су црне заједнице активни креативци, иноватори и аутори процеса дизајнирања и стварања четврти и простора метрополитатских области. Циљ није изградити црне градове за црнце, него истражити и развити креативну енергију која постоји у такозваним црним подручјима: која има потенцијал да допринесе одрживом развоју целог града.

## Урбани дизајн као интегративна професија
Урбани дизајнери сарађују са архитектима, пејзажним архитектима, транспортним инжењерима, урбанистима планерима и индустријским дизајнерима да преобликују град. За управљање јавним просторима неопходна је сарадња са јавним агенцијама, властима и интересима оближњих власника имовине. То може довести до различитих нивоа учешћа како је дефинисано у Арнштајновој Лествици учешћа грађана.
Урбани дизајн узима у обзир следеће:
- Пешачке зоне
- Укључивање природе у град
- Естетика
- Урбана структура - уређење и однос посла и људи
- Урбана типологија, густина и одрживост
- Приступачност - сигуран и лак транспорт
- Читљивост и утврђивање пута - доступне информације о путовањима и дестинацијама
- Анимација - дизајнирање места за подстицање јавне активности
- Функција и подешавање - места подржавају различиту наменску употребу
- Комплементарне мешовите намене - лоцирање активности које омогућавају конструктивну интеракцију међу њима
- Карактер и значење - препознавање разлика између места
- Ред и инцидент - балансирање доследности и разноликости у градском окружењу
- Континуитет и промене - лоцирање људи у времену и месту, поштујући баштину и савремену културу
- Цивилно друштво - људи су слободни да комуницирају као грађански једнаки
- Учешће/ангажовање - укључивање људи у процес доношења одлука може се обављати на више различитих нивоа.

## Образовање из области урбаног дизајна
Након конференције о урбанистичком дизајну 1956. године, Харвард универзитет основао је први дипломски програм за урбани дизајн, магистар архитектуре урбаног дизајна. Убрзо након 1961. године, Универзитет Вашингтон у Ст. Луису основао је свој мастер програм за урбани дизајн. Данас у Сједињеним Државама постоји седамнаест програма урбаног дизајна. 